# Voo Direto
Voo Directo é uma série luso-angolana transmitida em simultâneo pela RTP1 e TPA, estreou-se no dia 12 de novembro de 2010. Os protagonistas são Soraia Chaves, Maya Booth, Érica Chissapa e Micaela Reis, que representam os papéis de quatro amigas, assistentes de bordo, que vivem entre Lisboa e Luanda, partilhando segredos, problemas e alegrias.

## Sinopse
Patrícia (Soraia Chaves), Marta (Maya Booth), Weza (Érica Chissapa) e Yara (Micaela Reis) são assistentes de bordo que partilham uma grande amizade. Cheias de humor, força e esperança, estas mulheres contam com o apoio incondicional umas das outras, nos altos e baixos das suas vidas. Ao passar os trinta chegam também novas preocupações: o casamento, a maternidade e a continuação de uma vida profissional agitada. Confrontadas com as primeiras grandes desilusões e dramas da vida adulta, estas mulheres vão pôr em causa a maneira como até aí tinham pensado as suas vidas… e os homens das suas vidas.
A irregularidade dos seus horários e a distância a que vivem deixam pouco espaço de manobra para se juntarem socialmente pelo que, quando as folgas coincidem e os voos assim o permitem, aproveitam para se reunir num ou noutro apartamento para sair, divertirem-se e porem a conversa em dia. Por entre peripécias nos voos, estas amigas vão partilhar sonhos, ambições, alegrias, tristezas, amores, esperanças… E quando tudo parece decidido nas suas vidas, vão acabar por perceber que, afinal, cada dia pode ser um novo início.

## Elenco

### Elenco principal
- Soraia Chaves... Patrícia
- Micaela Reis... Yara
- Maya Booth... Marta
- Érica Chissapa... Weza

### Elenco adicional
- Fátima Belo... Mónica
- Fredy Costa... Lourenço
- Gonçalo Diniz... Afonso
- João Ricardo(†) ... António José (Tozé)
- Jorge Henriques... Paulo
- Paulo Pascoal... Hélder
- Pedro Carmo... Guilherme
- Rogério de Carvalho... Arnaldo

### Participações especiais
- Adriane Garcia... passageira brasileira
- Adriano Reis... passageiro
- Alberto Gamba... passageiro
- Alberto Quaresma... passageiro
- Alda Carvalho... passageira
- Alda Gomes... passageira
- Ana Borges... actriz
- Ana Bustorff... Luísa
- Ana Cunha... hospedeira
- André Albuquerque ... Tiago
- André Patrício... passageiro
- Andreia Conde... passageira
- Ângela Pinto... tia
- António Reis... colega de Afonso
- Augusto Portela... passageiro
- Benvindo Fonseca... passageiro
- Bernardo Mendonça... rapaz da carteira
- Branca Faial... passageira
- Bráulio Martins... passageiro
- Bruno Cunha... Nuno
- Carla Bolito... passageira
- Carla Lopes... Sara
- Carlos Paca... passageiro
- Carlos Saltão... padre
- Catarina Ribeiro... passageira
- Celestino Silva... passageiro
- Cheila Lima... passageira
- Ciomara Morais... Rita
- Cláudia Oliveira... Susana
- Constança Leonardo... passageira
- Cristina Cunha... mãe de Sara
- David Cabecinha... Pedro
- Dinarte de Freitas... assistente de Miranda
- Diogo Costa Reis... Marco
- Diogo Infante... actor
- Duarte Victor... tio
- Eduardo Sobral... passageiro
- Elsa Galvão... vidente
- Emanuel Miranda... passageiro
- Eric Santos... médico
- Ery Costa... Ricardo
- Eurico Lopes... Eduardo
- Félix Fontoura... passageiro
- Fernando Ferrão... passageiro
- Fernando Ramos... passageiro
- Filipe Crawford... Jorge
- Filipe Gaidão... Miguel
- Francisco Macau... Filipe
- Francisco Monteiro... Duarte
- Frederico Vaz... Bruno
- Gustavo Santos... Henrique
- Helena Afonso... passageira idosa
- Helena Ramos... Maria Helena
- Hélio Pinheiro... passageiro
- Henriqueta Maya... passageira idosa
- Hugo Tavares... Joel
- Ian Velloza... actor
- Igor Sampaio... António
- Ingrid Fortez... passageira
- Isabel Ferreira... passageira
- Isabel Simões... passageira
- Isilda Hurst... passageira
- Ivo Alexandre... passageiro gordo
- Joana Brandão... Teresa
- Joana Sapinho... passageira
- João Brás... Jonas
- João Maria Pinto... passageiro
- João Roncha... passageiro
- Jorge Gonçalves... passageiro
- José Boavida(†)... passageiro que morreu a bordo
- José Martins... encenador
- José Neves... pai de Elsa
- José Nobre... Nelson
- Juddy da Conceição... passageira
- Júlio Pascoal... passageiro
- Kabingaro Manuel... passageiro
- Laura Figueiredo... Ana
- Laura Galvão... passageira
- Laura Soveral... passageira
- Linda Silva(†)... Maria do Carmo
- Lourdes Norberto... mulher de João
- Ludmila Valente... passageira
- Luís Romão... passageiro
- Mafalda Lencastre... assistente de bordo
- Margarida André... hospedeira
- Margarida Correia... Simone
- Margarida da Costa Levy... assistente de bordo
- Maria Bastos... passageira
- Maria das Graças... astróloga
- Mariana Azevedo... Carla
- Mário Franco... passageiro
- Mário Lourenço... Cláudio
- Marta Leite de Castro... Alice
- Martim Pedroso... militar
- Matamba Joaquim... passageiro
- Meirinho Mendes... passageiro
- Miguel Ângelo Gonçalves... gigolô
- Miguel Bogalho... passageiro
- Miguel Hurst... Vítor
- Miguel Rubem... fotógrafo
- Miguel Sopas... passageiro
- Mila Ferreira... Francisca
- Nádia Ferreira... passageira
- Nuno Casanovas... Jorge
- Nuno Machado... passageiro
- Nuno Reis... passageiro
- Oceana Basílio... passageira
- Patrícia Roque... mãe
- Patrick Branco... passageiro
- Paula Garcia... passageira
- Paulo Nery... pai de Bruno
- Pedro Lamares... Alberto
- Pedro Leitão... passageiro
- Pedro Martin... passageiro
- Pedro Rodrigues... passageiro
- Pedro Sousa Loureiro... passageiro
- Raquel Simões... passageira
- Rita Brutt... passageira
- Rita Canas Correia... Elsa
- Rita Frazão... noiva
- Rita Ruaz... Maria João
- Rogério Jacques... passageiro
- Rui Paulo... marido de Cristina
- Rui Porto Nunes... padre
- Ruth Palma... passageiro
- Sandra B.... Cristina
- Sandra Barata Belo... passageira
- Sandra Santos... Alexandra
- Sofia Correia... passageira
- Sofia Sá da Bandeira... Miranda Ventura
- Sónia Cláudia... massagista
- Vanessa Almeida... passageira
- Yolanda... Viviane
- Yuri da Cunha... passageiro
- Zia Soares... passageira

(†) Actor/actriz falecido/a

## Episódios
Lista de Episódios e Sua Estreia em Portugal na RTP1
- Episódio 1 - 12 de Novembro de 2010
- Episódio 2 - 19 de Novembro de 2010
- Episódio 3 - 26 de Novembro de 2010
- Episódio 4 - 03 de Dezembro de 2010
- Episódio 5 - 10 de Dezembro de 2010
- Episódio 6 - 17 de Dezembro de 2010
- Episódio 7 - 14 de Janeiro de 2011
- Episódio 8 - 21 de Janeiro de 2011
- Episódio 9 - 28 de Janeiro de 2011
- Episódio 10 - 04 de Fevereiro de 2011
- Episódio 11 - 11 de Fevereiro de 2011
- Episódio 12 - 18 de Fevereiro de 2011
- Episódio 13 - 25 de Fevereiro de 2011
- Episódio 14 - 04 de Março de 2011
- Episódio 15 - 18 de Março de 2011
- Episódio 16 - 21 de Dezembro de 2011
- Episódio 17 - 21 de Dezembro de 2011
- Episódio 18 - 22 de Dezembro de 2011
- Episódio 19 - 22 de Dezembro de 2011
- Episódio 20 - 23 de Dezembro de 2011
- Episódio 21 - 23 de Dezembro de 2011
- Episódio 22 - 26 de Dezembro de 2011
- Episódio 23 - 27 de Dezembro de 2011
- Episódio 24 - 28 de Dezembro de 2011
- Episódio 25 - 29 de Dezembro de 2011
- Episódio 26 - 30 de Dezembro de 2011

## Audiência
Na sua estreia em Portugal foi o sétimo programa mais visto do dia, com 9,1% de audiência e 24,9% de share, tendo sido vista por uma média de 862 mil espectadores.